# 先驱者P-1(W)号
先驱者P-1(W)号（Pioneer P-1）是一个未能执行的先驱者系列计划。其本来计划是进行环绕月球的任务，然而由于火箭在地面测试时发生了爆炸而终止。此时探测器本身并没有装载，完好的探测器后来成为了先驱者3号。